# Didymoplexiella siamensis
Didymoplexiella siamensis là một loài thực vật có hoa trong họ Lan. Loài này được (Rolfe ex Downie) Seidenf. mô tả khoa học đầu tiên năm 1972.